# Nelson Valdez
Nelson Antonio Haedo Valdez (født 28. november 1983 i Caaguazú) er en professionel fodboldspiller fra Paraguay. Han spiller i øjeblikket som angriber for Cerro Porteño. Tidligere har han repræsenteret blandt andet de tyske klubber Werder Bremen og Borussia Dortmund.